# Berliner BC 03
Der Berliner BC 03 war ein Berliner Fußballverein.

## Geschichte
Nachdem der BFC Preußen darauf bestand, seinen Spielern keinerlei finanzielle Entschädigungen oder Prämien zu zahlen, spalteten sich einige Mitglieder von diesem Verein ab und gründeten am 18. April 1903 den Berliner BC. Wie Preußen spielte auch der Berliner BC im Verband Berliner Ballspielvereine. Zur Spielzeit 1904/05 gelang der Aufstieg in die 1. Klasse, durch den achten Tabellenplatz musste der Verein jedoch sofort wieder absteigen. Zur Saison 1906/07 gelang der erneute Wiederaufstieg, fortan konnte sich Berlin in der obersten Liga halten. 1907 und 1909 unterlag der Verein im Finale um den Berliner Landespokal, beide Male gegen den BTuFC Viktoria 89. Nach Fusion der verschiedenen Fußballverbände spielte Berlin ab 1911/12 im Verband Brandenburgischer Ballspielvereine. 1913/14 wurde der Berliner BC mit einem Punkt Vorsprung vor dem BFC Hertha 1892 das erste und einzige Mal Berliner Fußballmeister. Durch diesen Sieg qualifizierte sich der Verein für die deutsche Fußballmeisterschaft 1913/14 und erreichte nach einem 4:0-Heimsieg über den FC Askania Forst das Halbfinale, welches mit 3:4 nach Verlängerung gegen die SpVgg Fürth verloren ging. Bis 1917/18 konnte sich der Berliner BC 03 in der obersten Liga Berlins halten. 1921 fusionierte der Verein mit dem SV Brandenburg 1892 zum BBC Brandenburg 1892 und erreichte nochmal für drei Jahre die erste Liga Berlins. Nach Abstieg aus dieser spaltete sich der Verein 1926 wieder in den FV Brandenburg 1892 und den Berliner BC 1926. Brandenburg 92 wurde einer der Stammvereine des späteren LFC Berlin, welcher mittlerweile im FC Viktoria 1889 Berlin aufgegangen ist, während der weitere Weg des Berliner BC 1926 unbekannt ist.

## Erfolge
- Berliner Fußballmeister: 1913/14
- Finalist Berliner Landespokal: 1907, 1909

## Platzierungen
| Saison  | Liga               | Platz    | Tore  | Punkte |
| ------- | ------------------ | -------- | ----- | ------ |
| 1903/04 | 2. Klasse          | 1. (7)   | 39:14 | 16:40  |
| 1904/05 | 1. Klasse          | 8. (8)   | 12:49 | 02:26  |
| 1905/06 | 2. Klasse          | 1. (9)   | 63:19 | 27:50  |
| 1906/07 | 1. Klasse          | 4. (8)   | 44:54 | 13:15  |
| 1907/08 | 1. Klasse          | 4. (8)   | 31:43 | 15:13  |
| 1908/09 | 1. Klasse          | 6. (9)   | 36:53 | 12:20  |
| 1909/10 | 1. Klasse          | 7. (9)   | 26:60 | 10:22  |
| 1910/11 | 1. Klasse          | 7. (9)   | 31:45 | 11:21  |
| 1911/12 | 1. Klasse Gruppe A | 4. (10)  | 56:43 | 23:13  |
| 1912/13 | 1. Klasse          | 2. (10)  | 52:23 | 27:90  |
| 1913/14 | 1. Klasse          | 1. (10)  | 40:22 | 25:11  |
| 1914/15 | 1. Klasse          | 2. (10)  | 63:34 | 27:90  |
| 1915/16 | 1. Klasse          | 4. (10)  | 48:33 | 20:16  |
| 1916/17 | 1. Klasse          | 9. (10)  | 30:40 | 10:26  |
| 1917/18 | 1. Klasse          | 14. (18) | 48:73 | 22:36  |
| 1918/19 | 2. Liga            | —        | —     | —      |
| 1919/20 | 2. Liga            | —        | —     | —      |
| 1920/21 | 2. Liga            | —        | —     | —      |
| 1921/22 | Oberliga Staffel A | 8. (11)  | 30:30 | 20:20  |
| 1922/23 | Oberliga Staffel A | 10. (10) | 26:54 | 07:29  |
| 1924/25 | 2. Liga            | —        | —     | —      |
| 1925/26 | Oberliga Staffel B | 10. (10) | 22:49 | 07:29  |